# Clair Obscur: Expedition 33
Clair Obscur: Expedition 33 è un videogioco di ruolo alla giapponese del 2025 sviluppato dalla francese Sandfall Interactive e pubblicato da Kepler Interactive. Il gioco è uscito per PlayStation 5, Windows e Xbox Series X/S il 24 aprile 2025.
Al momento dell'uscita, ha ricevuto il plauso della critica e del pubblico.

## Trama

### Ambientazione e personaggi
Clair Obscur: Expedition 33 presenta un'ambientazione dark fantasy ispirata alla Belle Époque. Da sessantasette anni, ogni anno gli abitanti dell'isola di Lumière (città ispirata a Parigi) subiscono un evento chiamato “Gommage”: all'orizzonte della città è visibile un oggetto colossale chiamato "il Monolito" sul quale un'entità divina nota come "la Pittrice" dipinge un numero ogni anno più basso; ogni volta che un nuovo numero viene dipinto, tutti gli esseri umani con un'età uguale o superiore a quel numero smettono di esistere.
Ogni anno, dopo il Gommage, Lumière invia una spedizione di volontari verso il continente vicino, nel tentativo di uccidere la Pittrice prima che possa dipingere un nuovo numero. Le vicende del gioco iniziano all'alba della partenza della "Spedizione 33".
I membri della Spedizione 33 includono: Gustave (Charlie Cox), un intraprendente ingegnere dotato di un braccio meccanico; Maelle (Jennifer English), il membro più giovane della Spedizione e sorella adottiva di Gustave; Lune (Kirsty Rider), una brillante studiosa e maga; e Sciel (Shala Nyx), una guerriera energica e allegra. Mentre la Spedizione attraversa il continente, incontra diversi personaggi, tra cui: Renoir (Andy Serkis), un uomo anziano, spietato e pericoloso; Verso (Ben Starr), un misterioso straniero che sorveglia la Spedizione; Monoco (Rich Keeble), un Gestral amico di Verso; e una creatura leggendaria chiamata Esquie (Maxence Cazorla).

### Storia
Il giorno del Gommage, il trentaduenne Gustave dice addio alla sua ex amante, Sophie, che ha compiuto trentatré anni e muore insieme a tutti i suoi coetanei. Con solo un anno di vita rimasto, Gustave si unisce alla Spedizione 33 nella speranza di uccidere la Pittrice. Tuttavia, poco dopo l'approdo nel continente, la Spedizione viene quasi annientata da un misterioso uomo dai capelli bianchi, dotato di poteri sovraumani e molto più anziano di quanto potrebbe permettere il numero segnato sul Monolito. Sopravvissuto all'attacco, Gustave riesce a trovare altri tre sopravvissuti: Lune, Maelle e Sciel. Maelle inizia ad avere visioni dell'uomo dai capelli bianchi e di una ragazza mascherata; questi la accusano di essere la responsabile di eventi catastrofici, sia passati che futuri. Il gruppo recluta nella Spedizione la creatura mitica chiamata Esquie, affinché funga da mezzo di trasporto per attraversare il mare che li separa dal Monolito. L'uomo dai capelli bianchi li attacca nuovamente prima che possano partire, e Gustave muore difendendo Maelle. Un uomo di nome Verso interviene e permette al resto della Spedizione di fuggire.
Verso raggiunge il gruppo, spiegando di essere un membro sopravvissuto della prima Spedizione, risalente a sessantasette anni prima, e che l'uomo dai capelli bianchi è Renoir, il loro comandante. Racconta inoltre che sia lui che Renoir hanno misteriosamente smesso di invecchiare e sono inoltre diventati immuni al Gommage. Verso afferma che Renoir è giunto a credere che la sua immortalità gli sia stata concessa dalla Pittrice e desidera proteggerla a tutti i costi, mentre lui si è stancato della sua immortalità e offre il suo aiuto al gruppo. Dopo aver attraversato il mare e aver reso omaggio a Gustave, la Spedizione recluta l'amico di Verso, Monoco, una creatura appartenente alla razza dei Gestral.
La Spedizione raggiunge la villa di Renoir nella Vecchia Lumière alla ricerca del cuore della Pittrice, che devono distruggere per disattivare la barriera che la protegge. Verso ammette di essere, in realtà, il figlio di Renoir e che la ragazza mascherata nei sogni di Maelle è sua sorella, Alicia. Dopo una battaglia, Renoir teletrasporta la villa e il cuore lontano, sventando il piano di Verso. Lune suggerisce allora di forgiare un'arma potente dai cuori degli Axon, esseri antichi e pericolosi che il gruppo riesce a sconfiggere con difficoltà. Ottenuta l'arma, il gruppo entra nel Monolito, uccidendo Renoir lungo il cammino. Affrontano poi la Pittrice, che si rivela essere la madre di Verso, Aline, e riescono a sconfiggerla, cancellando il numero sul Monolito. 
La Spedizione torna a Lumière, dove i cinque guerrieri ed Esquie vengono celebrati come eroi. Nel frattempo, Verso legge una lettera che Alicia gli aveva consegnato prima che il gruppo raggiungesse il Monolito, invitando il fratello a farla leggere a Maelle. Nella lettera, Alicia spiega che lei, Verso e Renoir sono copie della vera famiglia di Aline, e che Maelle è la vera Alicia. Rivela inoltre che il Gommage è opera del vero Renoir, e che Aline in realtà lo contrastava. Subito dopo, tutti gli abitanti di Lumière subiscono il Gommage.
In un flashback viene rivelato che la storia finora raccontata è avvenuta dentro un dipinto, situato nella villa della famiglia Dessendre. Nella Parigi del 1906, è in corso la guerra tra due fazioni di artisti dotati di capacità sovrannaturali, i Pittori e gli Scrittori. Ingannando la figlia minore Alicia, gli Scrittori sono riusciti a dare fuoco alla villa dei Dessendre, facenti parte della fazione dei Pittori. Nell'incendio, il figlio maggiore Verso è morto nell'atto di salvare la vita ad Alicia, che tuttavia è rimasta orrendamente sfigurata, e incapace di parlare per via dei danni subiti alla gola. Incapace di elaborare il lutto, la loro madre, Aline, si è rifugiata all'interno di una Tela dipinta da Verso quando era piccolo, dove poi lei ha creato gli umani che popolano Lumière, nonché una copia della sua famiglia, compreso Verso. Sapendo che un essere umano non può stare troppo a lungo dentro una Tela senza impazzire e infine morire, il marito Renoir ha seguito Aline e da allora ha cercato di cancellare le sue creazioni nel tentativo di spingere la moglie ad abbandonare la Tela. Dopo alcuni giorni, corrispondenti a diversi anni nella Tela, Alicia è stata convinta dalla sorella maggiore Clea a correre in aiuto del padre. Una volta nella Tela, tuttavia, Alicia è stata sopraffatta dai poteri di Aline ed è rinata come Maelle.
Nel presente, Maelle riacquista tutti i ricordi relativi al mondo reale e si risveglia in ciò che rimane di Lumière. Maelle si riunisce al Verso dipinto, il quale ha contribuito ad espellere Aline dalla Tela per salvarle la vita, pur sapendo di non essere davvero suo figlio. Maelle si scontra col padre, il quale vuole distruggere definitivamente la Tela per impedire ad Aline di ritornarci, mentre la ragazza desidera proteggere il mondo dipinto.
Usando i suoi poteri di Pittrice, Maelle fa rivivere la Spedizione 33 e combatte contro suo padre per il controllo della Tela. Ormai sconfitto, Renoir lascia la Tela, non prima di aver ribadito che quel dipinto è ciò che impedisce alla famiglia, in particolare Aline e Alicia, di riprendersi dalla morte di Verso. 
Rendendosi conto che Maelle ha intenzione di rimanere nella Tela e che questo la ucciderà, Verso decide che quel mondo deve essere cancellato. L'uomo entra nel nucleo del dipinto dove trova l'ultimo residuo dell'anima del vero Verso, con l'intenzione di rimuoverlo. Maelle interviene, insistendo sul fatto che le vite dei loro amici dovrebbero essere preservate e che lei detesta vivere nel mondo reale, dove è una ragazza menomata, nonché responsabile per la morte del fratello. 
I due fratelli si scontrano e il giocatore può decidere chi dei due controllare, decretando il destino della Tela. 
- Se il giocatore sceglie Maelle, la ragazza ricostruisce Lumière, riportando in vita tutti i suoi abitanti, inclusi Gustave, Sophie e il marito di Sciel. Tutti si riuniscono al Teatro dell'Opera per un concerto per pianoforte di Verso che, visibilmente invecchiato e addolorato per tutta la situazione, nota i primi segni di disfacimento sul volto della "sorella".
- Se il giocatore sceglie Verso, questi bandisce Maelle dalla Tela e cancella il frammento d'anima del vero Verso, distruggendo il mondo dipinto. Nel mondo reale, Alicia e tutta la sua famiglia si riuniscono presso la tomba di Verso, iniziando finalmente a elaborare il lutto, sebbene Alicia si trovi ad affrontare un futuro incerto. La ragazza rivede per un istante i suoi compagni d'avventura, i quali la salutano affettuosamente prima di svanire definitivamente.

## Modalità di gioco
Clair Obscur: Expedition 33 è un gioco di ruolo a turni in terza persona con elementi in tempo reale. Il giocatore controlla un gruppo di esploratori in un mondo fantasy. Durante il loro turno, i giocatori scelgono se usare un oggetto, eseguire un attacco per ottenere punti abilità o spendere i punti abilità accumulati per usare attacchi a distanza o abilità specifiche. Gli attacchi a distanza sono mirati liberamente, come in uno sparatutto in terza persona. Utilizzando un'abilità, è possibile completare un quick time event per ottenere effetti migliori. Durante i turni del nemico, il giocatore può schivare, parare o saltare gli attacchi in tempo reale per evitare danni. Parare richiede un tempismo più preciso rispetto a schivare, ma fornisce punti abilità e l'opportunità di contrattaccare. Un sistema di resistenza consente ai giocatori di causare "strappo" ai nemici, stordendoli temporaneamente. Man mano che il gioco progredisce, vengono introdotti nuovi attacchi e parate, tra cui gli "attacchi sfumati" e i "contrattacchi sfumati", in grado di infliggere danni devastanti. L'uso degli attacchi sfumati è controllato da un indicatore che lentamente si riempie quando il gruppo usa le abilità in combattimento. I personaggi e i nemici possono anche applicare vari effetti di stato l'uno all'altro, aumentando o diminuendo l'efficienza in combattimento di entrambe le fazioni. Alcuni nemici hanno punti deboli che possono essere presi di mira, oppure possono essere vulnerabili a determinati attacchi elementali. Se la squadra di tre personaggi scelta per il combattimento viene sconfitta, i personaggi di riserva possono essere richiamati per continuare a combattere. Il combattimento termina quando una delle due parti non ha più combattenti o quando il giocatore decide di abbandonare il campo di battaglia (opzione possibile solo  quando si trova ad affrontare nemici minori).
Il gioco presenta sei personaggi giocabili, ognuno con un "albero delle abilità", armi e meccaniche di gioco unici. Le abilità della maga Lune generano "macchie elementali", che possono essere spese per potenziare le sue abilità. La schermitrice Maelle alterna pose da combattimento che alterano le sue abilità, i danni e la difesa. Sciel, armata di falce, può usare un set di carte magiche per applicare "presagio" sui nemici, per poi consumarlo e infliggere il massimo danno possibile. Gustave e Verso infliggono più danni ai nemici quanto più li attaccano. Verso, in particolare, ottiene gradi di "perfezione" quando colpisce, e aumenta il danno inflitto quando raggiunge un alto grado di perfezione. Il Gestral Monoco può trasformarsi nei nemici e usare le loro abilità contro di loro. Alcune delle sue abilità sono ulteriormente potenziate dalla sua "ruota bestiale", che gira ogni volta che Monoco usa le sue abilità. Quando il gruppo non è impegnato a esplorare o combattere contro i nemici, può riposare in un accampamento. Assumendo il controllo di Gustave e Verso, i giocatori possono conversare con gli altri membri della Spedizione 33 e aumentare il livello di relazione, sbloccando nuovi filmati, abilità e missioni.
I combattimenti conferiscono punti esperienza, denaro e potenziamenti. Ogni volta che un personaggio sale di livello, otterrà tre punti attributo, che possono essere spesi per aumentare cinque statistiche principali del personaggio: vitalità (salute massima), potenza (potenza d'attacco), agilità (frequenza degli attacchi), difesa (riduzione dei danni) e fortuna (probabilità di colpi critici). Le abilità degli esploratori sono ulteriormente personalizzabili con i "picto" equipaggiabili, che aggiungono una varietà di vantaggi e migliorano ulteriormente le statistiche di un personaggio. Ogni personaggio può equipaggiare tre picto alla volta. I giocatori possono padroneggiare l'uso dei picto dopo averli usati in combattimento più volte, sbloccandone i bonus passivi, noti come "Lumina" che possono essere utilizzati dagli altri personaggi. Ogni personaggio ha anche dei "punti Lumina", che determinano quanti lumina può equipaggiare contemporaneamente. Man mano che i giocatori salgono di livello, i loro punti Lumina aumentano, e i giocatori possono anche trovare punti Lumina aggiuntivi come oggetti collezionabili durante l'esplorazione. Durante l'esplorazione, i giocatori raccoglieranno anche i "catalizzatori di Chroma", che potranno essere utilizzati per potenziare le armi a livelli più alti nell'accampamento. Le armi di livello più alto infliggono più danni base ai nemici e offrono vantaggi di gioco aggiuntivi.
Sebbene il gioco sia ambientato in livelli lineari, i giocatori possono esplorare anche zone meno note, dove troveranno risorse nascoste, missioni secondarie, oggetti da collezione, abiti dei personaggi, mercanti Gestral e boss opzionali. Ogni livello presenta anche diverse Bandiere di Spedizione, dove i giocatori possono curare il gruppo, viaggiare rapidamente, rifornire oggetti e assegnare punti attributo e abilità. Riposare presso una Bandiera di Spedizione fa riapparire la maggior parte dei nemici. I livelli del gioco sono collegati da una mappa del mondo chiamata il Continente. A un certo punto del gioco, i personaggi incontrano Esquie, una creatura mitica che aiuta il gruppo a viaggiare attraverso il continente. Esquie acquisisce nuove abilità man mano che i giocatori progrediscono, imparando a nuotare, volare e immergersi sott'acqua. Il gioco ha diverse opzioni di difficoltà e una modalità New Game Plus, che consente al giocatore di rigiocare affrontando battaglie più difficili, mantenendo tutti i progressi del personaggio dalla prima partita.

## Sviluppo
Sandfall Interactive è uno studio di sviluppo di videogiochi francese. Secondo l'AD e direttore creativo Guillaume Broche, uno degli obiettivi di Clair Obscur era quello di creare un gioco di ruolo a turni ad alta fedeltà, che a suo avviso è stato trascurato dagli sviluppatori di giochi AAA. Secondo Broche, Clair Obscur trae ispirazione dai videogiochi di ruolo alla giapponese, menzionando in particolare le serie Final Fantasy e Persona. Il team di sviluppo è composto da 32 persone, come team principale, ma nei titoli di coda sono accreditate oltre 500 persone che hanno lavorato al progetto.
Lo sviluppo è cominciato inizialmente con Unreal Engine 4, ma in seguito è passato a Unreal Engine 5 per sfruttare le migliorie in termini di rendering e animazione. Gli sviluppatori utilizzano anche risorse già pronte per gli oggetti di sfondo come le rocce, il che consente loro di concentrarsi sulla creazione di "risorse eroe", ovvero risorse su larga scala che lasciano un'impressione sullo spettatore.

### Distribuzione
Il gioco è stato distribuito sul Xbox Game Pass al lancio, oltre ad uscire anche su Steam, Epic Games Store e Playstation 5.

## Accoglienza
| Testata                          | Versione   | Giudizio   |
| -------------------------------- | ---------- | ---------- |
| Metacritic (media al 24-04-2025) | PS5        | 92/100     |
| Metacritic (media al 24-04-2025) | PC         | 90/100     |
| Metacritic (media al 24-04-2025) | XSXS       | 93/100     |
| OpenCritic (media al 24-04-2025) | collettivo | 92/100 97% |

### Critiche
Clair Obscur: Expedition 33 ha ricevuto un "acclamazione universale" dalla critica, secondo il sito web aggregatore di recensioni Metacritic. OpenCritic ha riportato un punteggio medio della critica più alto del 91% su tutte le piattaforme; ad aprile 2025, è il gioco con la valutazione più alta del 2025 sul sito.

### Vendite
Al primo giorno di vendita ha venduto 500 000 unità, raggiungendo entro tre giorni 1 milione di unità vendute. Una coincidenza statisticamente curiosa è che a 33 giorni dall'uscita è stato annunciato che il gioco ha venduto 3,3 milioni di copie.
A luglio 2025, Alinea Analytics afferma che le vendite del gioco ammontano a circa 3,7 milioni di cui 2,3 milioni su Steam e 1,4 su PlayStation 5, senza considerare nel conteggio gli accessi al gioco dal servizio Game Pass di Xbox.

## Altri media
A gennaio 2025, Story Kitchen ha annunciato un adattamento live action con la casa di sviluppo Sandfall Interactive.